# 沃依采克·雅斯尼

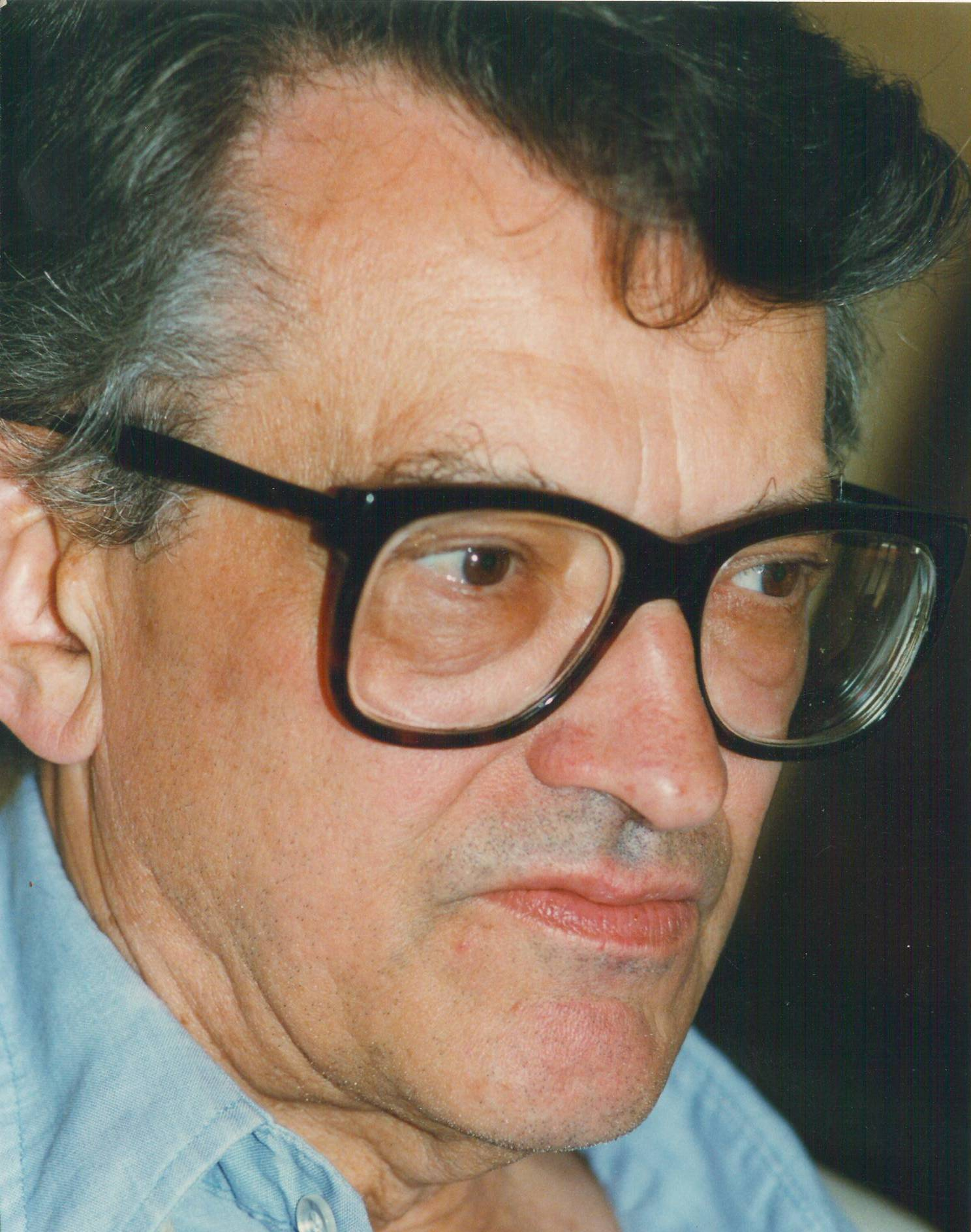
沃依采克·雅斯尼，摄于1998年

沃依采克·雅斯尼（捷克語：Vojtěch Jasný，1925年11月30日—2019年11月15日）是捷克导演、编剧和教授，参与了50多部电影的制作。雅斯尼曾在捷克斯洛伐克、德国、奥地利、美国和加拿大拍摄剧情片和纪录片。他最好的电影《一日一猫》和《一切善良的市民们》都在戛纳电影节中获奖 。除了电影事业外，他还在萨尔茨堡，维也纳，慕尼黑和纽约的电影学校教授导演。

## 生平
雅斯尼于1925年11月30日出生在捷克斯洛伐克的凯尔奇。他的父亲是一位老师。1929年，他的父亲为当地的索科尔俱乐部购买了电影放映机，这是雅斯尼第一次接触电影。看了雷诺阿的《卖火柴的小女孩》后，他立志成为一名导演。在他十几岁的时候，他就开始使用9毫米摄影机拍摄业余电影。第二次世界大战期间，他的父亲被捕，并被送往奥斯威辛集中营 ，在那里他于1942年去世。战后，雅斯尼学习哲学和俄语，但他又于1946年转而在新成立的布拉格表演艺术学院电影电视学院学习电影制作。 他的教授是卡雷尔·普利卡、弗谢沃罗德·普多夫金以及主任教授塞萨·萨瓦蒂尼和诸塞佩·德桑蒂斯。1950年以后，他与卡雷尔·卡希尼亚共同执导了许多纪录片。 他的电影《渴望》和《一日一猫》被提名金棕榈奖。1968年，他导演了《一切善良的市民们》，凭借该片在1969年戛纳电影节获得了最佳导演奖。 
1968年布拉格之春后，华约入侵捷克斯洛伐克，他决定离开祖国。雅斯尼在奥地利、西德和南斯拉夫的电影学校拍摄电影并任教，直到1980年代初搬到布鲁克林。在美国，他在哥伦比亚大学视觉艺术学院和纽约电影学院教授电影导演系，并制作了一些关于捷克斯洛伐克的纪录片。
2009年，阿尔凯兹·巴斯特拉·扎尔比德制作了一部关于雅斯尼的纪录片，名为《 生活与电影》（又名《沃依采克·雅斯尼的迷宫传记》），同名书籍随后发行。 
雅斯尼于2019年11月在捷克普列罗夫逝世，當天恰好是他过完94岁生日后的十五天。

## 作品

### 剧情片
| 年份 | 标题                 | 导演 | 编剧 | 备注                                          |
| ---- | -------------------- | ---- | ---- | --------------------------------------------- |
| 1954 | 《危险的恋爱》       | 是   | 否   | 作为卡雷尔·卡希尼亚的副导演                   |
| 1956 | 《机会》             | 是   | 否   | 短片                                          |
| 1957 | 《9月的夜晚》        | 是   | 是   |                                               |
| 1957 | 《天使》             | 是   | 是   | 短片                                          |
| 1958 | 《渴望》             | 是   | 否   | 金棕榈奖提名                                  |
| 1960 | 《我死里逃生》       | 是   | 否   |                                               |
| 1961 | 《朝圣圣母玛利亚》   | 是   | 是   |                                               |
| 1963 | 《一日一猫》         | 是   | 是   | 1963年戛纳电影节-戛纳电影节评审团奖           |
| 1966 | 《管道》             | 是   | 否   |                                               |
| 1968 | 《一切善良的市民们》 | 是   | 是   | 1969年戛纳电影节-最佳导演奖                   |
| 1976 | 《试图逃脱》         |      |      |                                               |
| 1976 | 《小丑之见》         | 是   | 否   | 代表西德参选第49届奥斯卡最佳外语片奖-未获提名 |
| 1985 | 《魔发》             | 否   | 是   |                                               |
| 1987 | 《变幻奇国》         | 是   | 否   |                                               |
| 1999 | 《回到失落的天堂》   | 是   | 是   |                                               |

### 电视电影
- 1969年：《为什么我会爱你》
- 1970年： 《不只是圣诞节》（基于海因里希·伯尔的同名小说）
- 1972年：《灯塔》
- 1972年：《纳斯林或做梦的艺术》
- 1974年：《邪教徒》（根据托马斯·伯恩哈德的小说改编）
- 1974年：《春潮》（根据屠格涅夫的小说改编）
- 1975年：《贵宾犬之心》
- 1976年：《亚历山大·玛斯》
- 1976年：《树木，鸟类和人》
- 1977年：《仙女》
- 1977年：《我的小叔》
- 1977年：《老先生的归来》
- 1978年：《无聊的自由》
- 1979年：《兹米尔先生的椅子》
- 1979年：《老板被杀的那晚》
- 1980年：《小姐》 （基于伊沃·安德里奇小说改编 ）
- 1980年：《鸡鸣之前》
- 1980年：《圣克莱尔的入侵》
- 1982年：《我们》（根据叶夫根尼·扎米亚京1921年的俄文小说《我们》改编）。
- 1983年：《还有榛子灌木葱》（由乔治·西默农的小说改编）
- 1984年：《待会儿见，我要自己开枪》
- 1984年：《盲人法官》

### 纪录片
- 1950年：《依旧不是多云》
- 1950年：《他们知道应该怎么做》
- 1950年：《生活快乐》
- 1952年：《非凡岁月》
- 1953年：《专一的人》
- 1954年：《京剧》
- 1954年：《中国笔记本》
- 1955年：《不怕》
- 1969年：《捷克狂想曲》
- 1976年：《恩斯特·福克斯》
- 1989年：《米洛什·福尔曼：肖像》
- 1991年：《为什么是哈维尔？》
- 1999年：《格拉迪斯》
- 2002年：《打破沉默》